# Deus (jeu vidéo)
Deus est un jeu vidéo de survie développé par Silmarils et édité par ReadySoft, sorti en 1996 sur DOS et Windows. Il s'agit de la suite de Robinson's Requiem.

## Système de jeu
Le jeu reprend les mêmes bases que son prédécesseur, à savoir la gestion de la faim, de la soif, du sommeil, des blessures et des maladies. Le joueur dispose d'un inventaire limité au début du jeu, mais trouvera progressivement différents objets pour se nourrir, s'habiller, se soigner et se défendre.
Il y a cependant des différences : les décors, les animaux et les personnages sont modélisés en 3D. Seuls certains éléments du décor et les objets sont en 2D.
Il y a désormais trois menus. Le premier affiche différentes données sur la santé du joueur et permet notamment de charger et de sauvegarder la partie. Le second permet de gérer les problèmes de santé et les blessures du joueur, et le troisième lui permet de changer de tenue.
Le jeu est notamment connu pour son nombre, assez impressionnant pour l'époque, de morts possibles. Le joueur peut mourir de :
- Hypothermie
- Hyperthermie
- Crise cardiaque
- Noyade
- Hypotension
- Hypertension
- Épuisement
- Hémorragie
- Déshydratation
- Hyperalgie
- Arrêt cardiaque
- Coma éthylique
- Empoisonnement au venin
- Empoisonnement au cyanure
- Overdose
- Gangrène étendue
- Traumatisme
- Suffocation
- Électrocution
- Asphyxie
- Brûlure grave
- Mort par missile (balle, laser)

Par souci de réalisme, nombre de détails permettent de renforcer l'immersion : si le joueur consomme trop d'alcool, il aura le hoquet et sa vision sera distordue. S'il met un masque à gaz, il ne pourra voir le décor que par deux orifices, correspondant à ceux du masque. Enfin, s'il perd un œil, son champ de vision sera réduit de moitié et son nez sera visible.
Si la survie est un point central du jeu, il existe un "mode arcade" optionnel qui permet au joueur de se focaliser sur l'action et les combats plus que sur la survie. L'interface du jeu s'en voit réduite de moitié, et le champ de vision du joueur est élargi.
Cependant, les commandes du jeu ne sont pas très ergonomiques, et les options ne permettent pas de réassigner les touches.
Il existe un cheat mode caché : si le joueur place son curseur en haut à gauche du menu principal et fait Ctrl + Alt + C, le curseur se fige. Il doit alors composer 3615 puis appuyer sur Entrée. Lorsqu'il lancera le jeu, il aura le choix du niveau. Pendant la partie, s'il fait Ctrl + T, il débloque l'intégralité des objets du jeu.

## Synopsis
L'action du jeu prend place en 2165. Le joueur incarne Trepliev1, un ancien Robinson qui, à la suite des événements du premier jeu, est devenu un Deus, un chasseur de primes pour le compte de l'Alien World Exploration (AWE). Il est à la recherche d'un groupe terroriste, les "New Crusaders", mené par Diogene49, un ancien Robinson caché sur la planète Alcibiade, une colonie scientifique laissée en auto-suffisance, et coupée de l'AWE. Malheureusement, peu après avoir atterri, Trepliev1, pris en chasse par un robot, chute d'une falaise. Il ne doit sa survie qu'à son parachute, et se retrouve au beau milieu d'une région sauvage et dont les autochtones sont agressifs. Il lui faudra alors composer aussi bien avec les habitants belliqueux de la planète, la faune sauvage et les différents membres du groupe terroriste pour mener à bien sa mission, espérer quitter la planète vivant et empocher la prime sur la tête des membres des "New Crusaders".

## Accueil
- PC Team : 89 %[1]